# Брейтуэйт, Николас
Николас Пол Даллон Брейтуэйт (англ. Nicholas Paul Dallon Braithwaite; род. 26 августа 1939, Лондон) — британский дирижёр. Сын дирижёра Уорвика Брейтуэйта, брат Родрика Брейтуэйта.
Окончил Королевскую академию музыки, затем совершенствовал своё мастерство под руководством Ханса Сваровски в Вене. Начал свою карьеру как помощник дирижёра в Борнмутском симфоническом оркестре. В 1971—1973 гг. работал в лондонском оперном театре Сэдлерс-Уэллс. В 1976—1980 гг. музыкальный руководитель гастрольной программы Глайндборнского оперного фестиваля. Одновременно в 1977—1984 гг. главный приглашённый дирижёр оркестра «Манчестерская камерата», затем в 1984—1991 гг. возглавлял этот коллектив. Кроме того, в 1981—1984 гг. музыкальный руководитель и главный дирижёр Большого театра в Гётеборге. Одновременно с работой в Европе работал также в Австралии: главный дирижёр Тасманийского симфонического оркестра в 1984—1986 гг. и Симфонического оркестра Аделаиды в 1987—1991 гг. В 1988—1991 гг. был деканом музыкального отделения Викторианского колледжа искусств в Мельбурне. Как приглашённый дирижёр выступал со множеством коллективов — в частности, сопровождал Лондонский филармонический оркестр на гастролях в Японию и Южную Корею как ассистент Георга Шолти.
Брейтуэйт считается, в первую очередь, специалистом по русскому и немецкому репертуару. Он, в частности, записал четыре симфонии Дмитрия Шостаковича с Симфоническим оркестром Аделаиды, много раз дирижировал операми Рихарда Вагнера. Запись двух симфоний Уильяма Уордсуорта с Лондонским филармоническим оркестром была признана лучшей записью 1991 года журналом Gramophone, а запись его же концертов для флейты с оркестром (Новозеландский камерный оркестр, солистка Алекса Стилл) в 1992 году номинировалась на «Грэмми».